# Гей-Рівер (Вісконсин)
Гей-Рівер (англ. Hay River) — місто (англ. town) в США, в окрузі Данн штату Вісконсин. Населення — 627 осіб (2020).

## Демографія
Згідно з переписом 2010 року, у місті мешкало 558 осіб у 222 домогосподарствах у складі 161 родини. Було 248 помешкань
Расовий склад населення:
| - 97,3 % — білих - 0,7 % — чорних або афроамериканців - 0,4 % — азіатів - 0,2 % — корінних американців |

До двох чи більше рас належало 0,9 %. Частка іспаномовних становила 0,9 % від усіх жителів.
За віковим діапазоном населення розподілялося таким чином: 22,2 % — особи молодші 18 років, 66,2 % — особи у віці 18—64 років, 11,6 % — особи у віці 65 років та старші. Медіана віку мешканця становила 41,6 року. На 100 осіб жіночої статі у місті припадало 112,2 чоловіків;  на 100 жінок у віці від 18 років та старших — 113,8 чоловіків також старших 18 років.
Середній дохід на одне домашнє господарство  становив 72 720 доларів США (медіана — 64 643), а середній дохід на одну сім'ю — 80 746 доларів (медіана — 69 904). Медіана доходів становила 46 250 доларів для чоловіків та 37 167 доларів для жінок. За межею бідності перебувало 2,4 % осіб, у тому числі 1,8 % дітей у віці до 18 років та 5,8 % осіб у віці 65 років та старших.
Цивільне працевлаштоване населення становило 275 осіб. Основні галузі зайнятості: виробництво — 25,8 %, освіта, охорона здоров'я та соціальна допомога — 22,9 %, будівництво — 11,3 %, роздрібна торгівля — 10,9 %.